# Henosepilachna
Henosepilachna — род божьих коровок. Он включает несколько видов сельскохозяйственных вредителей, таких как Henosepilachna vigintioctomaculata и Henosepilachna vigintioctopunctata.

## Распространение
Виды этого рода встречаются на большей части Азии и Австралазии, а один вид, Henosepilachna vigintioctopunctata, был случайно интродуцирован в других частях света (например, в Бразилию и Аргентину).

## Виды
Henosepilachna argus (Geoffroy)

Henosepilachna bifasciata (Linnaeus)

Henosepilachna boisduvali (Mulsant)

Henosepilachna dodecastigma (Wiedemann)

Henosepilachna enneasticta (Mulsant)

Henosepilachna indica (Mulsant)

Henosepilachna niponica (Lewis)

Henosepilachna ocellata (Redtenbacher)

Henosepilachna processa Li

Henosepilachna pusillanima (Mulsant)

Henosepilachna pustulosa (Kono)

Henosepilachna septima (Dieke)

Henosepilachna sumbana Bielawski

Henosepilachna vigintioctomaculata (Motschulsky)

Henosepilachna vigintioctopunctata (Fabricius)

Henosepilachna vigintisexpunctata (Boisduval)

Henosepilachna yasutomii Katakura

## Виды, перенесённые в другие роды
Henosepilachna elaterii (Rossi) (теперь в роде Chnootriba)

Henosepilachna guttatopustulata (Fabricius) (теперь в роде Papuaepilachna)